# Chevrolet Agile
Chevrolet Agile – samochód osobowy klasy miejskiej produkowany pod amerykańską marką Chevrolet w latach 2009 – 2016.

## Historia i opis modelu

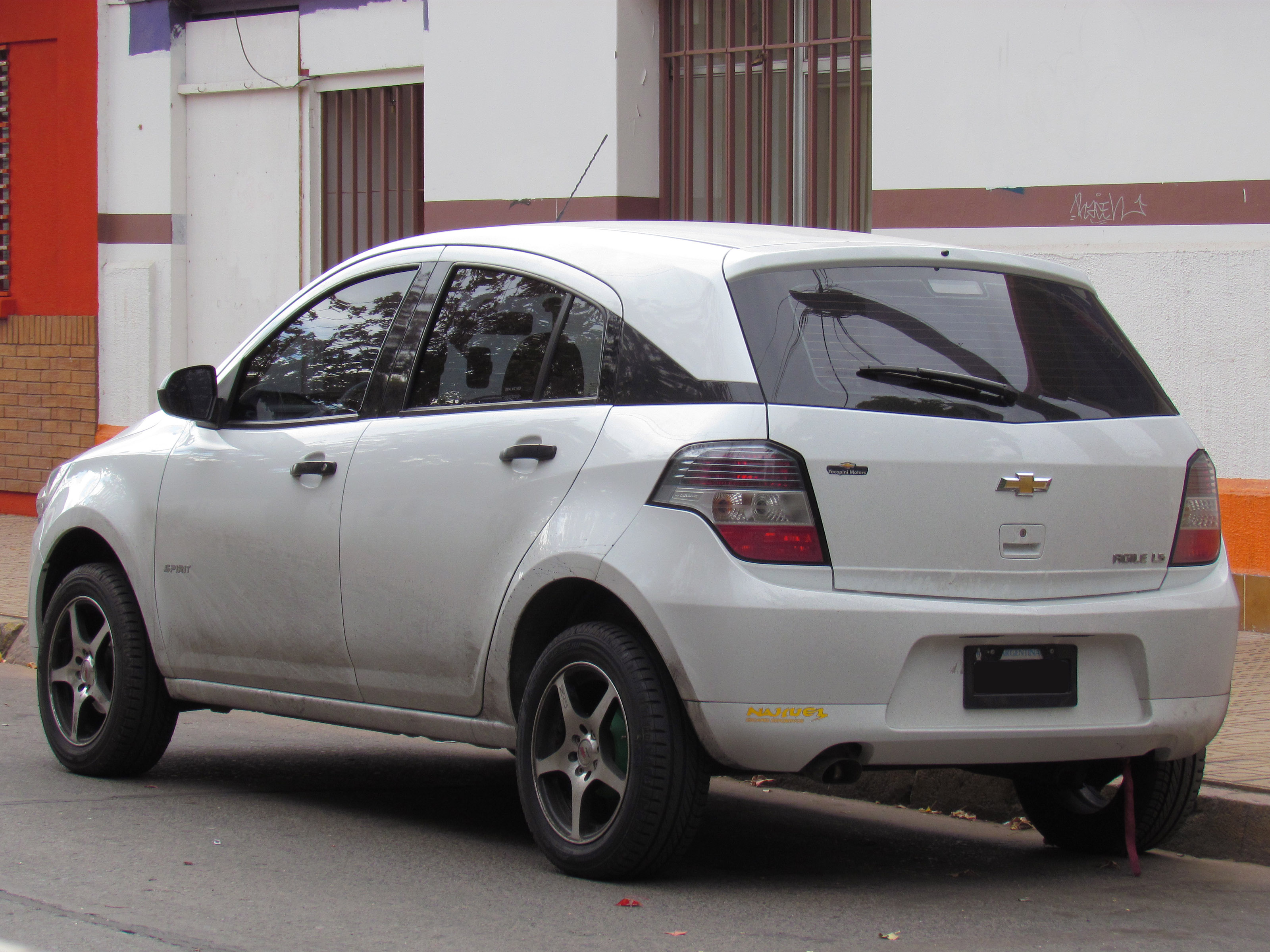
Chevrolet Agile - tył

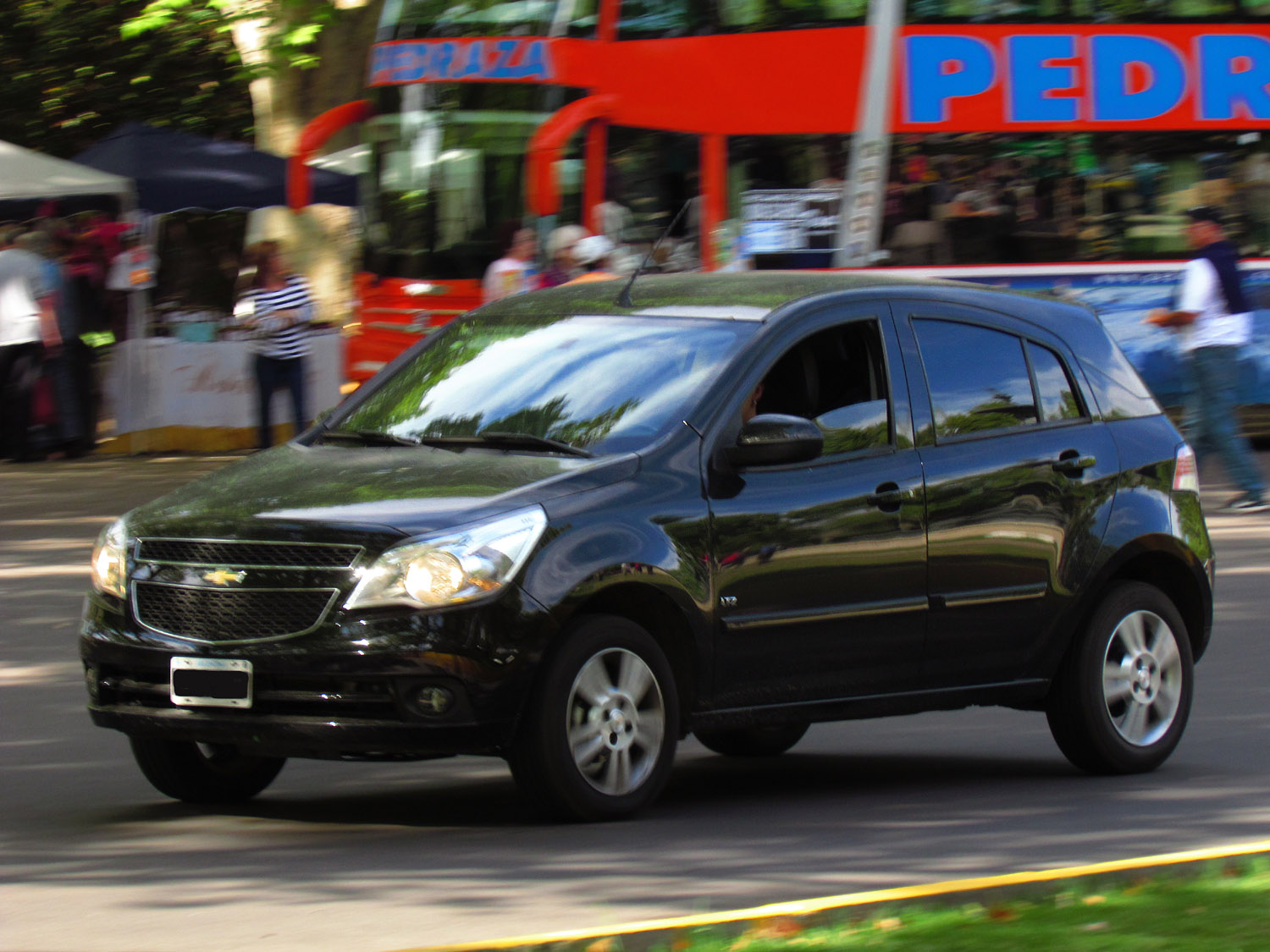
Chevrolet Agile LTZ

Studyjną zapowiedzią nowego, najmniejszego w brazylijskiej ofercie Chevroleta modelu, był prototyp Chevrolet GPiX Concept przedstawiony podczas Salonu Samochodowego w São Paulo w listopadzie 2008 roku.
Pierwsze informacje i fotografie na temat seryjnego wariantu pod nazwą Chevrolet Agile przedstawiono w sierpniu 2009 roku, z kolei oficjalny debiut modelu odbył się w październiku tego samego roku. 
Samochód przyjął postać 5-drzwiowego hatchbacka opartego na bazie platformy GMT400 koncernu General Motors, zastępując przestarzały model Corsa Classic. Charakterystyczną cechą wyglądu była czarna nakładka na słupek C imitująca przedłużenie linii okien. Pas przedni zdobiły z kolei duże, ostro zarysowane reflektory, a także obszerna atrapa chłodnicy z wąską poprzeczką w kolorze producenta z logo producenta.

### Lifting
W 2014 roku Chevrolet Agile przeszedł obszerną restylizację nadwozia. Pojawiły się ścięte u dołu, agresywniej zarysowane i szersze reflektory, a także odświeżony wygląd atrapy chłodnicy, przedniego i tylnego zderzaka oraz inne koło kierownicy. 
Pod zmodernizowaną postacią Agile produkowane i oferowane z myślą o rynkach południowoamerykańskich pozostało przez kolejne 2 lata, po czym zniknął z rynku bez bezpośredniego następcy w grudniu 2016 roku. Rolę jedynego, małego modelu Chevroleta w Brazylii i Argentynie przejął model Onix.

### Silnik
- L4 1.4l Family 1